# Neunkirchen (Westerwald)
Neunkirchen (ⓘ) ist eine Ortsgemeinde im Westerwaldkreis in Rheinland-Pfalz. Sie gehört der Verbandsgemeinde Rennerod an.

## Geographische Lage
Die Gemeinde liegt im Westerwald zwischen den Städten Siegen (38 Kilometer nördlich), Wetzlar (28 Kilometer östlich) und Limburg an der Lahn (19 Kilometer südlich). Neunkirchen ist der südlichste Ort, der zur Verbandsgemeinde Rennerod gehört.

## Geschichte
Der Ort wurde im Jahr 1232 als Nukirke erstmals urkundlich erwähnt. Er lag in einem Gebiet rund um den heute wüsten Ort Brechelebach, das Hartmut von Merenberg 1228 als Lehen des Bistums Worms empfangen hatte.

## Politik

### Bürgermeister
Hartmut Schwarz wurde bei der Direktwahl am 26. Mai 2019 mit einem Stimmenanteil von 73,39 % für weitere fünf Jahre in seinem Amt als Ortsbürgermeister bestätigt. Er wurde im Juni 2024 wiedergewählt.

### Wappen
| Wappen von Neunkirchen | Blasonierung: „In Schwarz ein silbernes Medaillon, darin das Haupt Johannes des Täufers, bewinkelt von vier goldenen sechsstrahligen Sternen.“            |
| Wappen von Neunkirchen | Das Ortswappen beruht auf dem alten Gerichtssiegel, welches zwischen 1640 und 1655 verwendet wurde und zeigt in der Mitte das Haupt Johannes des Täufers. |

## Kultur und Sehenswürdigkeiten
Der Turm der evangelischen Kirche stammt wohl aus dem 12. Jahrhundert und war Teil einer Wehrkirche. Das jetzige Kirchenschiff wurde 1739/41 als Querkirche von Baumeister Julius Ludwig Rothweil errichtet und zeigt eine barocke Ausstattung. Die Orgel stammt aus dem Jahr 1775.

## Verkehr
- Westlich der Gemeinde verläuft die B 54, die von Limburg an der Lahn nach Siegen führt.
- Die nächste Autobahnanschlussstelle ist Limburg-Nord an der A 3 Köln–Frankfurt, etwa 20 Kilometer entfernt.
- Der nächstgelegene ICE-Halt ist der Bahnhof Limburg Süd an der Schnellfahrstrecke Köln–Rhein/Main.

## In Neunkirchen geboren
- Otto Wittgen (1881–1941), Politiker (NSDAP) und Oberbürgermeister von Koblenz (1933–1939)